# 鈴木志郎康
鈴木 志郎康（すずき しろうやす、1935年5月19日 - 2022年9月8日）は、日本の詩人、映像作家。東京市江東区亀戸生まれ。本名・鈴木康之。

## 来歴
1952年頃から詩を書き始める。1954年、日本大学第一高等学校卒業、1961年3月、早稲田大学第一文学部仏文専修卒業。在学中の1959年に高野民雄と雑誌「青鰐」を刊行。1961年から1977年までNHKに16ミリ映画カメラマンとして勤務。
1963年頃から個人映画を作り始める。ジョナス・メカスの影響を受け、日記的な作品を多数制作。この年に詩集「新生都市」が発刊され、注目を浴びる。
1964年、天沢退二郎、渡辺武信、菅谷規矩雄、藤田治、彦坂紹男、秋元潔、山本道子、野沢暎、高野民雄とともに、雑誌「凶区」創刊。「凶区」には、のちに金井美恵子が加入するが、1971年に廃刊宣言号を出す。鈴木は廃刊以前に脱退。1968年、2冊目の詩集『罐製同棲又は陥穽への逃走』によりH氏賞受賞。第IV部に「処女プアプア」が登場、鈴木志郎康といえば「プアプア詩」と思われていた時期もあった。破壊的な口語表現とエログロ描写とナンセンス言葉が衝撃を与える。極私的（きょくしてき）という言葉は、この頃の鈴木の造語である。しかし、1974年の『やわらかい闇の夢』は一転平易な言葉で都市の中の個人を描き、それも驚きを持って受け止められたのだった。
1971年から1976年まで東京造形大学非常勤講師。1976年からイメージフォーラム付属映像研究所講師。1982年から1994年まで早稲田大学文芸科非常勤講師。1990年から多摩美術大学教授。2002年、詩集『胡桃ポインタ』で高見順賞受賞。2006-07年、多摩美大客員教授。2008年『声の生地』で萩原朔太郎賞受賞。2014年、『ペチャブル詩人』で第23回丸山豊記念現代詩賞受賞。2016年、渋谷区長より80年以上にわたり20本以上の歯を大切に残していることを表彰される。（以下の本人サイトを参考にして加筆）
詩作のみならず映像作家、映画評論家としても活躍する。1999年には横浜美術館レクチャーホールにて映像個展「時の堆積は自然と人を復活させる」が開かれ、その当時までに撮られた25本の作品がまとめて上映された。

## 著書
- 『新生都市』新芸術社、1963年
- 『罐製同棲又は陥穽への逃走』季節社、1967年
- 『鈴木志郎康詩集』現代詩文庫、思潮社、1969年
- 『純粋桃色大衆 空想への迷走 鈴木志郎康評論集』三一書房、1970年
- 『詩集家庭教訓劇怨恨猥雑篇』思潮社、1971年
- 『純粋身体』思潮社、1972年
- 『やわらかい闇の夢』青土社、1974年
- 『完全無欠新聞とうふ屋版』私家版限定333部、1975年（田山麻里と共著、絵・赤瀬川原平、写真荒木経惟、付録の中に「詩集真価一覧 東京・鶉屋書店調べ」という恐ろしいリストがついている）
- 『極私的現代詩入門』思潮社、1975年
- 『闇包む闇の煮凝り』大和書房、1975年
- 『見えない隣人』思潮社、1976年
- 『家族の日溜まり』詩の世界社、1977年
- 『日々涙滴』河出書房新社、1977年
- 『机上で浮遊する 日常的現代詩』思潮社、1977年
- 『ジョージ秋山マンガの魅力 マンガの魅力 漫画館シリーズ』清山社、1978年
- 『萩尾望都マンガの魅力 マンガの魅力 漫画館シリーズ』清山社、1978年
- 『家の中の殺意』思潮社、1979年
- 『わたくしの幽霊』書肆山田、1980年
- 『新選鈴木志郎康詩集』新選現代詩文庫、思潮社、1980年
- 『穂先を渡る』思潮社、1980年
- 『生誕の波動─歳序詩稿』、1981年
- 『水分の移動』思潮社、1981年
- 『映画の弁証 性と欲望のイメージ』フィルムアート社、1982年
- 『おじいさん・おばあさん』筑摩書房、1982年
- 『融点ノ探求』書肆山田、1983年
- 『二つの旅』国文社、1983年
- 『身立ち魂立ち』書肆山田、1984年
- 『いま、詩を書くということ 評論集』思潮社、1984年
- 『身抜き、光る』書肆山田、1985年
- 『姉暴き』思潮社、1985年
- 『メディアと〈私〉の弁証』三省堂選書、三省堂、1985年
- 『手と手をこするとあつくなる』ひくまの出版、1986年（飯野和好の画による絵詩集）
- 『虹飲み老』書肆山田、1987年
- 『現代詩の理解』三省堂、1988年
- 『少女達の野』思潮社、1989年
- 『タセン（躱閃）』書肆山田、1990年
- 『写真有心』フロッグ、1991年
- 『遠い人の声に振り向く』書肆山田、1992年
- 『映画素志 自主ドキュメンタリー映画私見』現代書館、1994年
- 『鈴木志郎康詩集続』現代詩文庫、思潮社、1994年
- 『眉宇の半球 写真集』モール、1995年
- 『石の風』書肆山田、1996年
- 『胡桃ポインタ』書肆山田、2001年
- 『声の生地』書肆山田、2008
- 『攻勢の姿勢 1958-1971』書肆山田、2009年（『完全無欠新聞とうふ屋版』までの初期詩篇集成）
- 『ペチャブル詩人』 書肆山田、2013年
- 『どんどん詩を書いちゃえで詩を書いた』 書肆山田、2015年
- 『化石詩人は御免だぜ、でも言葉は。』書肆山田、2016年
- 『とがりんぼう、ウフフっちゃ。』書肆山田、2017年

## 主要映像作品
- 『EKO Series』1963年 8mm
- 『日没の印象』(24分) 1975年 16mm
- 『夏休みに鬼無里に行った』(13分)1975年 16mm
- 『草の影を刈る』(200分) 1977年 16mm
- 『写さない夜』(46分)1978年 16mm
- 『15日間』(90分)1980年 16mm
- 『比呂美－毛を抜く話』(90分)（詩人・伊藤比呂美）1981年 16mm
- 『荒れ切れ』(30分)（詩人・ねじめ正一）1984年 16mm
- 『あじさいならい』(50分)1985年 16mm
- 『オブリク振り』(22分)1988年 16mm
- 『風の積分』(102分)1989年 8mm（完全版は420分の大長篇。固定されたアングルで1年の変化/不変化を描く）
- 『隠喩の手』(10分)1990年 16mm
- 『戸内のコア』（詩人・福間健二）(15分)1991年
- 『気息の微分』(15分)1992年 16mm
- 『野辺逃れ』(20分)1993年 16mm
- 『時には眼を止めて』(20分)1994年 16mm
- 『角の辺り』(15分)1995年 16mm
- 『歩いて』1996年
- 『風切り』(15分)1997年 16mm
- 『芽立ち』(34分)1998年 16mm
- 『内面のお話』(53分)1999年 16mm
- 『物語以前』(19分)2000年 16mm
- 『極私的にEBIZUKA』(40分)2001年 16mm
- 『山北作業所』(70分)2002年 miniDV
- 『衰退いろいろ2002』(38分)2003年 miniDV
- 『極私的に臨界2003』(36分)2004年 miniDV
- 『極私的に遂に古稀』(36分)2005年 miniDV
- 『極私的なる多摩王の感傷』(35分)2006年 miniDV
- 『極私的にコアの花たち』(53分)2008年 miniDV